# Sven Dahlgren
Sven Fredrik Dahlgren, född den 5 november 1849 i Stockholm, död den 25 november 1937 i Skara, var en svensk gymnasielärare och kommunalpolitiker. Han var bror till Erik Wilhelm Dahlgren och son till Fredrik August Dahlgren.
Dahlgren blev elev vid Klara lägre elementarläroverk 1859 och vid Stockholms gymnasium 1863 där han avlade mogenhetsexamen 1867. Han blev samma år student vid Uppsala universitet, filosofie kandidat 1872 och filosofie doktor 1875. Under de följande åren företog Dahlgren en rad utländska studieresor: 1877, 1889 och 1905 till Italien; 1881, 1883, 1886 och 1888 till Tyskland; 1881 till Österrike; 1886 till Storbritannien och Belgien. Dahlgren var från 1872 extra lärare i latin, tyska och modersmålet vid Uppsala högre allmänna läroverk, genomgick provår vid Ladugårdslands lägre elementarläroverk och vid Stockholms gymnasium 1873–1874 och var vikarierande lektor i latin och grekiska vid Stockholms gymnasium 1874. Han var därefter extra lärare i latin och franska vid Stockholms gymnasium 1875–1880, i modersmålet, latin och grekiska vid Högre latinläroverket å Norrmalm 1880–1881 och var från 1881 lektor i latin och grekiska Högre allmänna läroverket i Skara.
I Skara var Dahlgren ledamot av stadsfullmäktige 1889–1898 och 1903–1912, 1907–1912 som dess ordförande och var under den tiden ledamot av flera kommunala styrelser och kommittéer, bland annat anläggning och underhåll av gator 1907–1908, angående stadsingenjörsbefattning 1909–1912. Han var ordförande i Skaraborgs läns skytteförbund 1893–1903, ledamot av Skaraborgs läns landsting 1894–1899 och därunder ledamot av undervisningsutskottet 1896–1899 (som dess ordförande 1897–1899). Han var ledamot av Skara stads- och landsförsamlingars skolråd 1895–1907, av Skara stads taxeringsnämnd 1895–1905 och 1907–1916 samt av styrelsen för Skaraborgs läns sparbank 1899–1909. Han var även ordförande i styrelsen för Skara folkbiblioteksföreningen 1906–1914 och i styrelsen för Skara folkbibliotek samt i styrelsen för Skara föreläsningsförening 1910–1919. Han erhöll avsked med pension 1916. Efter sin pensionering var han 1917 utredningsman i frågan angående Skara landskommuns inkorporering i Skara stad.
Dahlgren blev riddare av Nordstjärneorden 1895, erhöll Skaraborgs läns skytteförbunds medalj i guld 1906 och blev filosofie jubeldoktor 1925.